# Odo ze Saint-Amandu

Erb Oda de St Amand

Odo ze Saint-Amandu (též Eudes nebo Odon) (kolem 1110? Limousin – 1180) byl 8. velmistrem řádu Templářů, v letech 1171 až 1179.
Narodil se v rodině ve francouzském regionu Limousin. Když se stal velmistrem templářů byl velice umíněný, což mu vyneslo kritiku stejně jako chválu.[zdroj?]